# Alto al crimen
Alto al crimen es un programa de televisión peruano de reportajes de corte policial y denuncias, transmitido por la cadena ATV. Es dirigido y conducido por el ex-congresista, abogado y empresario Renzo Reggiardo.

## Sinopsis del programa
Alto al crimen emite reportajes de operativos policiales contra la delincuencia, drogas y terrorismo. Además, en su primera etapa el programa contó con un servicio para poder realizar denuncias a través un mensaje de texto. Posteriormente, las denuncias pasaron a realizarse desde un aplicativo móvil.
La información brindada por el público es confirmada y, si se logra capturar a un delincuente o banda peligrosa, con la ayuda de la Policía Nacional, el denunciante podrá recibir un bono que va desde los S/200 hasta los S/2600.

## Historia
El programa fue desarrollado a partir de una iniciativa social que fundó Renzo Reggiardo, la asociación civil sin fines de lucro Liga Peruana de Lucha Contra el Crimen.
Se estrenó el 27 de octubre de 2012 por Panamericana Televisión, emitiéndose todos los sábados a las 9:00 p.m. Desde el 18 de agosto de 2013, el programa empezó a emitirse por Latina Televisión, después de El valor de la verdad. También se emitía los domingos al mediodía.
El programa ha tenido muchas críticas, generalmente del público, por su labor informativa sobre la detención de delincuentes, vendedores de droga, agresores sexuales, entre otros, por parte de la Policía Nacional del Perú y el serenazgo. La visibilización de las detenciones en tiempo récord permitió mejorar la imagen de la institución policial.
Alto al crimen concluyó el 24 de agosto de 2019, por la señal de Latina Televisión.
Sin embargo, luego de dos años fuera del aire, en agosto de 2021 Panamericana Televisión anunció que Alto al Crimen se reestrenaría a través de su señal, teniendo esta vez un horario diario.
Entre el 14 de agosto de 2022 y el 4 de mayo de 2024, Alto al Crimen pasó a emitirse por Willax Televisión los domingos a las 11 de la mañana.
Desde el 15 de junio de 2024, Alto al Crimen se transmite como parte de la hora estelar de los sábados en ATV.

## Conductor
- Renzo Reggiardo (2012-actualidad)